# SC Fives
SC Fives – francuski klub piłkarski z siedzibą w Fives na przedmieściach Lille. Klub działał w latach 1901–1944.

## Historia
Klub ostał założony w 1901 jako Eclair Fivois. W 1919 roku zmienił nazwę na Sporting Club Fivois. W 1932 roku klub uzyskał status profesjonalny i wystartował w premierowym sezonie Première Division. Najlepszym w jego historii był drugi sezon we francuskiej, kiedy to Fives zajęło drugie miejsce, ustępując jedynie FC Sète. 
Do wybuchu drugiej wojny światowej klub występował w Première Division. Po wybuchu wojny klub występował rozgrywkach wojennych. Ostatnim sukces SC Fives odniosło w 1941 roku, kiedy to dotarło do finału Pucharu Francji, gdzie uległo 0-2 Girondins Bordeaux. W 1944 roku klub połączył się z Olympique Lillois tworząc nowy klub – Lille OSC.

## Sukcesy
- Wicemistrzostwo  Francji: 1934.
- finał Pucharu Francji: 1941.

## Reprezentanci Francji w klubie
| - François Bourbotte - Joseph Gonzales - Joseph Jadrejak - Ernest Libérati | - Edmond Novicki - Jean Prouff - Edouard Wawrzyniak |

## Sezony wPremière Division
| Sezon   | Uzyskane Miejsce |
| ------- | ---------------- |
| 1932-33 | 7 w gr. B        |
| 1933-34 | 2                |
| 1934-35 | 11               |
| 1935-36 | 8                |
| 1936-37 | 11               |
| 1937-38 | 12               |
| 1938-39 | 9                |